# Neocryptopteryx incarum
Neocryptopteryx incarum är en stekelart som först beskrevs av Porter 1967.  Neocryptopteryx incarum ingår i släktet Neocryptopteryx och familjen brokparasitsteklar. Inga underarter finns listade i Catalogue of Life.